# 앤디 페티트
앤드류 유진 페티트(Andrew Eugene Pettitte, 1972년 6월 15일 ~ )는 메이저 리그 베이스볼에서 주로 뉴욕 양키스를 위하여 18개의 시즌을 활약한 전 미국의 프로 야구 출발 투수이다.  그는 또한 휴스턴 애스트로스를 위하여 투수를 맡기도 하였다.  페티트는 양키스와 함께 5회의 월드 시리즈를 우승하고, 3회의 올스타 선수였다.  그는 19개와 함께 메이저 리그 베이스볼의 사상 포스트시즌 우승 지도 선수로서 랭킹에 들어와있다.
1990년 페티트는 양키스 조직에 의하여 드래프트되었고, 1년 후에 그들과 거칠게 계약을 맺었다.  1995년 메이저 리그에서 데뷔한 후, 페티트는 "올해의 아메리칸 리그 신인" 상을 위한 투표에서 3위를 하였다.  1996년 그는 21개의 우승과 함께 아메리칸 리그를 이끌었고, 사이 영 상을 위하여 준우승을 하였으며 2년 후에 그는 양키스의 오프닝 데이 출발 선수로 임명되었다.  페티트는 4개의 선수권을 만들어낸 양키스의 1990년대 후반 왕조에 공헌한 "Core Four" 선수들 중의 하나로 자신을 설립하였다.  페티트는 페넌트와 함께 자신의 팀을 도와 2001년 아메리칸 리그 챔피언십 시리즈의 MVP 상을 수상하였다.  각 시즌에 최소한 12개의 경기를 우승한 일정 병역의 양키스와 9개의 시즌을 보낸 후, 페티트는 애스트로스와 2004년 계약을 맺었다.  그는 2007년 양키스에 재가입하여 그 시즌 후기에 2002년 팔꿈치 부상으로부터 회복하는 데 생장호르몬을 사용한 것을 인정하였다.  6개의 시즌을 지속한 팀과 함께 페티트의 2번째 재직 기간은 2011년 1년 은퇴에 의하여 방해되었고, 또한 5번째 월드 시리즈 선수권을 만들어냈다.
페티트의 투구 상연 목록은 포심 속구와 컷 패스트볼, 그리고 슬라이더, 커브와 체인지업 같은 몇몇의 오프스피드 투구들을 포함하였다.  왼손잡이 투수인 그는 98개의 경력 터치아웃을 기록하는 데 자신을 허용한 1루로 예외적인 터치아웃 동작을 가졌다.  양키스의 투수들 사이에 페티트는 스트라이크아웃에서 1위 (2,020), 우승에서 3위 (219), 그리고 출발 경기에서 1위 (438)를 위하여 동점을 매겼다.  그는 2000년대에 아무 투수의 가장 많은 경기를 우승하였다.
그의 등번호 46은 2015년 8월 23일 양키스에 의하여 영구 결번되었다.

## 어린 시절
루이지애나주 배턴루지에서 태어난 페티트는 이탈리아와 케이준의 혈통을 가지며, 토미와 조앤 페티트에게 태어난 2명의 자식 중에 동생이었다.  그는 3등급에 있는 동안 텍사스주로 이주하였다.  그는 텍사스주 디어파크에 있는 디어파크 고등학교에 다니면서 학교 야구 팀을 위하여 투수를 맡았다.  그의 패스트볼은 한 시간에 85에서 87 마일 (한 시간에 137에서 140km) 사이로부터 조준되었다.  그는 학교의 미식축구 팀을 위하여 센터와 노즈 가드를 맡았다.
양키스는 1990년 메이저 리그 베이스볼 드래프트의 22번째 라운드에서 페티트를 선발하였다.  휴스턴에 있는 샌재신토 칼리지 노스에 의하여 보충된 그는 코치 웨인 그레이엄이 그를 로저 클레멘스에 비교할 때 대학 야구를 하는 데 선택하였다.  4년의 학교보다 페티트가 주니어 칼리지에서 등록하면서 양키스는 드래프트되고 이어지는 전망으로서 그를 계약하는 데 권리를 유지하였다.  1991년 5월 25일 그는 양키스와 계약을 맺어 8만 달러의 계약 보너스를 받았다.

## 프로 야구 경력

### 마이너 리그
1991년 페티트는 루키 수준의 걸프 코스트 리그의 걸프 코스트 양키스과 클래스 A의 단기 시즌 뉴욕 펜 리그의 오네온타 양키스를 위하여 투수를 맡아 각 팀을 위하여 6개의 출발을 이루었다.  오네온타와 함께 페티트는 처음으로 자신의 장기적 배터리 동지 포수 호르헤 포사다와 팀을 이루었다.  페티트는 당시 너클볼을 던졌다.  포사다는 너클볼을 포구하는 데 분투하여 페티트에게 투구를 포기하는 데 촉구하였다.
1992년 페티트는 클래스 A 사우스 애틀랜틱 리그의 그린스보로 호니츠를 위하여 투구하였다.  그는 시작한 27개의 경기에서 130개의 스트라이크아웃과 55개의 볼넷과 함께 10 승 4 패의 기록과 2.20의 평균자책점으로 투구하였다.  그 시즌에 페티트와 포사다는 처음에 데릭 지터와 활약하였다.  페티트는 1993년 클래스 A로 진출한 캐롤라이나 리그의 프린스 윌리엄 캐논스를 위하여 투구하여 26개의 출발 경기에서 11 승 9 패의 기록, 3.04의 평균자책점과 47개의 볼넷과 함께 한해를 끝냈다.  페티트는 클래스 AAA 인터내셔널 리그의 컬럼버스 클리퍼스로 승진을 받기 전에 자신이 11개의 출발 경기에서 7 승 2 패의 기록과 2.71의 평균자책점을 가진 올버니-콜로니와 함께 1994년 시즌을 시작하였다.  클리퍼스와 함께 페티트는 16개의 출발 경기에서 7 승 2 패의 기록과 2.98의 평균자책점을 가졌다.  양키스는 그를 자신들의 "올해의 마이너 리그 투수"로 임명하였다.

### 뉴욕 양키스 (1995 ~ 2003)
베이스볼 아메리카는 1995년 시즌을 대비하여 야구에서 페티트를 49번째로 최고 전망 선수로 등급을 매겼다.  봄 훈련에 페티트는 스털링 히치콕과 출발 교대에서 자리를 위하여 경쟁하였다.  히치콕이 경연을 이기고, 페티트는 불펜에서 시즌을 열어 4월 29일 뉴욕 양키스와 함께 자신의 메이저 리그 데뷔를 이루었다.  양키스는 그를 지속적으로 시작할 수 있도록 하는 데 5월 16일 페티트를 마이너 리그로 도로 떨어뜨렸다.  11일 후에 그는 지미 키에 생긴 부상의 이유로 재소집되었다.  스콧 카미니에키와 멜리도 페레스가 또한 부상을 당하면서 페티트는 출발 교대의 일원이 되었다.  그는 6월 7일 자신의 첫 메이저 리그 우승을 기록하였다.  그는 7월을 통하여 지속적으로 잘 상연하여 평균자책점에서 양키스의 출발 선수들을 이끌었다.  페티트는 자신의 마지막 7개 출발 경기 중에 6개를 우승하여 12 승 9 패의 기록과 4.17의 평균자책점과 함께 시즌을 끝내 아메리칸 리그 "올해의 신인" 상 비밀 투표에서 마르티 코르도바와 개릿 앤더슨에 밀려 3위를 하였다.  그는 시애틀 매리너스를 상대로 아메리칸 리그 디비전 시리즈의 2번째 경기를 시작하여 7개의 이닝에서 4개의 득점을 허용하였다.  매리너스는 3 대 2로 시리즈를 우승하였다.

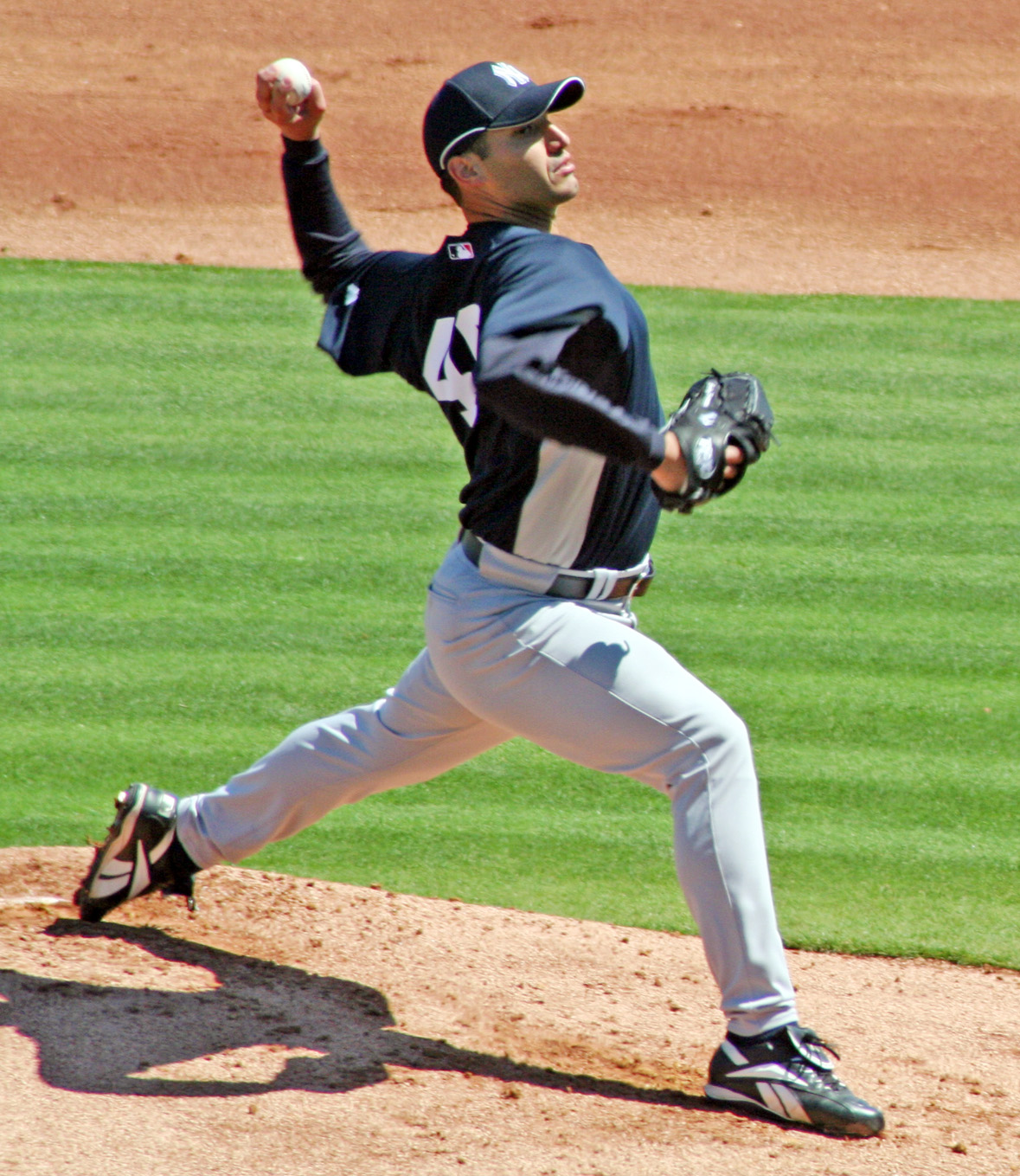
2007년 봄 훈련에서

페티트를 우세한 투수가 되는 데 믿은 양키스는 1996년 시즌을 대비하여 히치콕을 이적시켰다.  교대에서 시즌을 시작한 페티트는 시즌의 전반의 말기에 13 승 4 패의 기록을 가졌고, 아메리칸 리그 올스타 팀으로 이루었다.  그는 쓰라린 팔의 이유로 그해 메이저 리그 베이스볼 올스타전에 나오지 않았다.  그는 21개의 우승과 함께 아메리칸 리그를 이끌었고, 우승률에서 3위 (.724)와 평균자책점에서 8위 (3.87)를 하였다.  그는 1972년 이래 투표에서 가장 작은 다른점과 함께 아메리칸 리그 사이 영 상을 위하여 팻 헨트겐에 밀려 2위를 하였다.  헨트겐은 그가 페티트보다 더 많이 완료 경기들을 투구한 이유로 그 부분에서 상을 수상하였다.  양키스는 그해 아메리칸 리그 디비전 시리즈에서 텍사스 레인저스를 꺾었고, 아메리칸 리그 챔피언십 시리즈에서 볼티모어 오리올스를 꺾었다.  페티트는 오리올스를 상대로 2개의 경기를 우승하였고, 내리는 비에 의하여 취소된 시리즈에서 3번째 출발을 위하여 자신의 기회를 가졌다.  페티트는 애틀랜타 브레이브스를 상대로 1996년 월드 시리즈의 첫번째 경기를 시작하였다.  그는 첫 경기에서 2와 3분의 1 이닝에서 7개의 득점을 허용하였으나 양키스가 1 대 0으로 우승한 5번째 경기에서 존 스몰츠와 결투하였다.  양키스는 시리즈를 우승하는 데 6번째 경기에서 브레이브스를 4 대 2로 꺾었다.
다음해 페티트는 출발 경기에서 처음으로 동점 (35)을 매기고, 또한 터치아웃에서 리그를 이끌기도 하였으며 더블 플레이가 권유되었다.  그는 투구 이닝에서 리그 3위 (경력 사상 240과 3분의 1), 평균자책점 (2.88), 우승 (18)과 우승률 (.720)에서 4위를 하였다.  동료 선수 데이비드 콘을 곁으로 그 일은 2017년 루이스 세베리노가 2.98의 평균자책점과 끝낼 때까지 3.00 자책평균점 아래와 함께 양키스의 출발 선수가 끝낸 마지막 시간이었을 것이다.  페티트는 아메리칸 리그 사이 영 상 투표에서 5위를 하였다.  1998년 그는 완료 경기 (경력 사상 5)에서 리그 7위와 우승 (16)에서 8위를 하였다.  그해 아메리칸 리그 챔피언십 시리즈에서 페티트는 클리블랜드 인디언스에게 한 경기에서 4개의 홈런을 허용하였다.  양키스가 시리즈를 우승하고, 그해 월드 시리즈에서 샌디에이고 파드리스를 꺾었다.  페티트는 4번째 경기에서 시작하여 시리즈의 결정적 경기에서 케빈 브라운을 꺾었다.
양키스는 1999년 월드 시리즈를 우승하였다.  그들은 2000년 시즌에서 자신들의 성공을 지속하였다.  페티트는 우승 (19)에서 아메리칸 리그 3위, 우승률 (.679)에서 6위, 그리고 완료 경기 (3)에서 7위를 하였다.  그는 자신의 4번째 월드 시리즈 타이틀과 함께 시즌을 끝냈다.  2001년 그는 두번째로 올스타 팀으로 이루어 그해 아메리칸 리그 챔피언십 시리즈에서 매리너스를 상대로 1번째와 5번째 경기를 우승한 후, 아메리칸 리그 챔피언십 시리즈의 MVP로 임명되었다.  그는 9개의 이닝에 볼넷 (1.84)에서 아메리칸 리그 3위, 스트라이크아웃 (164)에서 8위를 하였다.
이어진 해에 그는 우승률 (.722)과 완료 경기 (3)에서 아메리칸 리그 9위를 하였다.  페티트는 우승 (21)에서 리그 2위, 우승률 (.724)에서 5위와 스트라이크아웃 (경력 사상 180)에서 6위, 출발 경기 (33)에서 8위와 9개의 이닝에 볼넷 (2.16)에서 9위를 하였다.  그는 해마다 야구에서 왼손잡이 투수들에게 주어진 워런 스판 상을 수상하였다.

### 휴스턴 애스트로스 (2004 ~ 06)

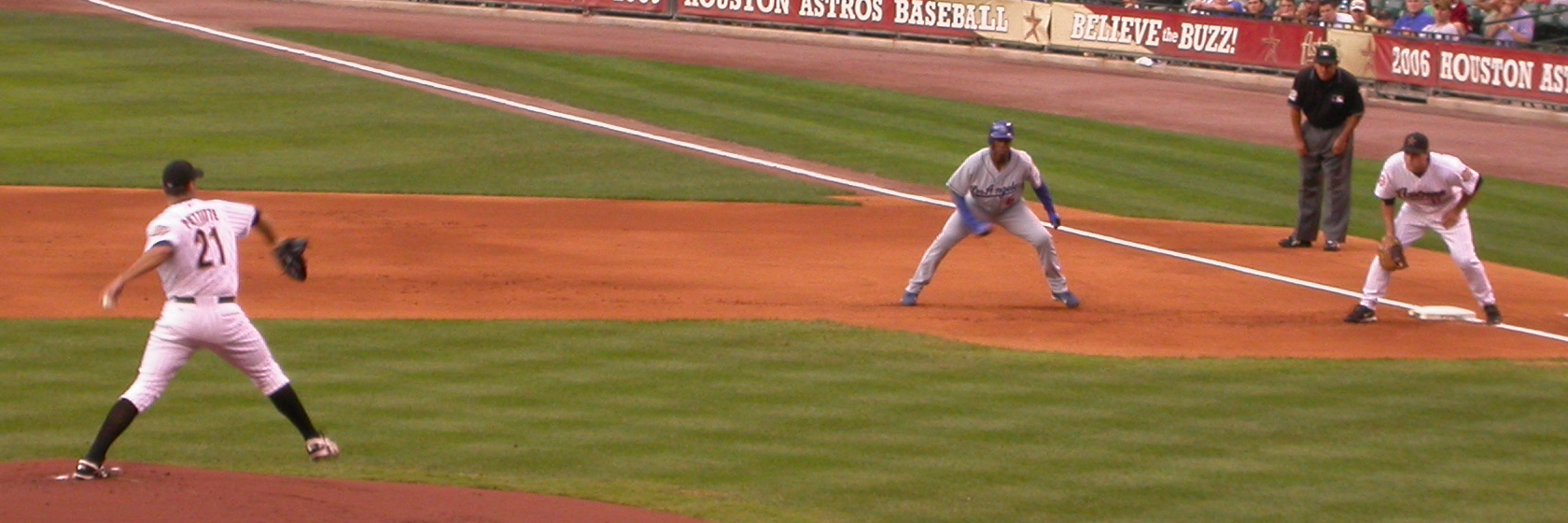
2006년 로스앤젤레스 다저스와 경기에서 (왼쪽이 페티트)

페티트는 2003년 시즌 후에 자유 계약 선수가 되었다.  자신의 디어파크 집에 가까운 곳에서 활약하는 것에 흥미를 느끼고, 양키스가 그를 재계약 맺는 데 흥미가 없는 것을 느낀 페티트는 내셔널 리그의 휴스턴 애스트로스와 3년, 31.5백만 달러의 계약을 맺었다.  그는 보스턴 레드삭스와 토론토 블루제이스와 이전에 그 등번호를 입던 로저 클레멘스의 명예에 자신의 등번호를 21로 바꾸었다.  자신이 타자들을 .226의 타구 평균으로 보유한 자신의 2004년 시즌은 팔꿈치 부상에 의하여 짧아졌다.
페티트는 애스트로스를 월드 시리즈로 그들의 첫 여행을 이루는 도움을 주는 데 2005년 시즌에 형성하러 돌아왔다.  그의 2.39의 평균자책점은 경력 최고였으며, 내셔널 리그에서 동료 선수 클레멘스에 밀려 2위를 하였다.  그는 또한 9개의 투구 이닝에 리그 볼넷 (1.66)과 LBO 퍼센티지 (경력 사상 79.9%)에서 2위, 희생타 (15)에서 3위, 우승 (17)에서 5위와 우승률 (.654)에서 8위를 하였다.  애스트로스는 시카고 화이트삭스에게 월드 시리즈를 패하고 말았다.
페티트는 애스트로스가 플레이오프들을 놓치면서 2006년 시즌 동안 4.20의 평균자책점과 함께 14 승 13 패로 갔다.  그는 출발 경기 (35)에서 내셔널 리그를 위하여 동점을 매겼고, 터치아웃 (4)에서 6위를 위한 동점을 매겼으며 권유된 더블 플레이 (26)에서 8위, 그리고 스트라이크아웃 (178)과 자신이 향한 타자들 (929)에서 10위를 하였다.

### 양키스와 2번째 병역 (2007 ~ 10)
2006년 시즌 후, 페티트는 2008년에 1천 6백만 달러 가치를 위하여 선수 선택과 함께 양키스와 1년, 1천 6백만 달러 계약을 맺었다.  애스트로스는 1년 계약을 위하여 페티트에게 1천 2백만 달러를 제공하였다.  2007년 9월 19일 페티트는 자신의 200번째 경력 경기를 우승하였다.  2007년에 그는 출발 경기 (34)에서 아메리칸 리그를 이끌었고, 자신이 향한 타자들 (916)에서 7위와 투구 이닝 (215와 3분의 1)에서 9위를 하여 15 승 9 패의 기록과 함께 정규 시즌을 끝냈다.
시즌 후, 페티트는 자신의 2008년 선택을 거절하여 자유 계약 선수가 되었다.  양키스는 페티트에게 샐러리 중재를 제공하여 그는 팀의 제공을 받아들였다.  그는 12월 2일 양키스와 1년, 1천 6백만 달러의 계약을 맺었다.

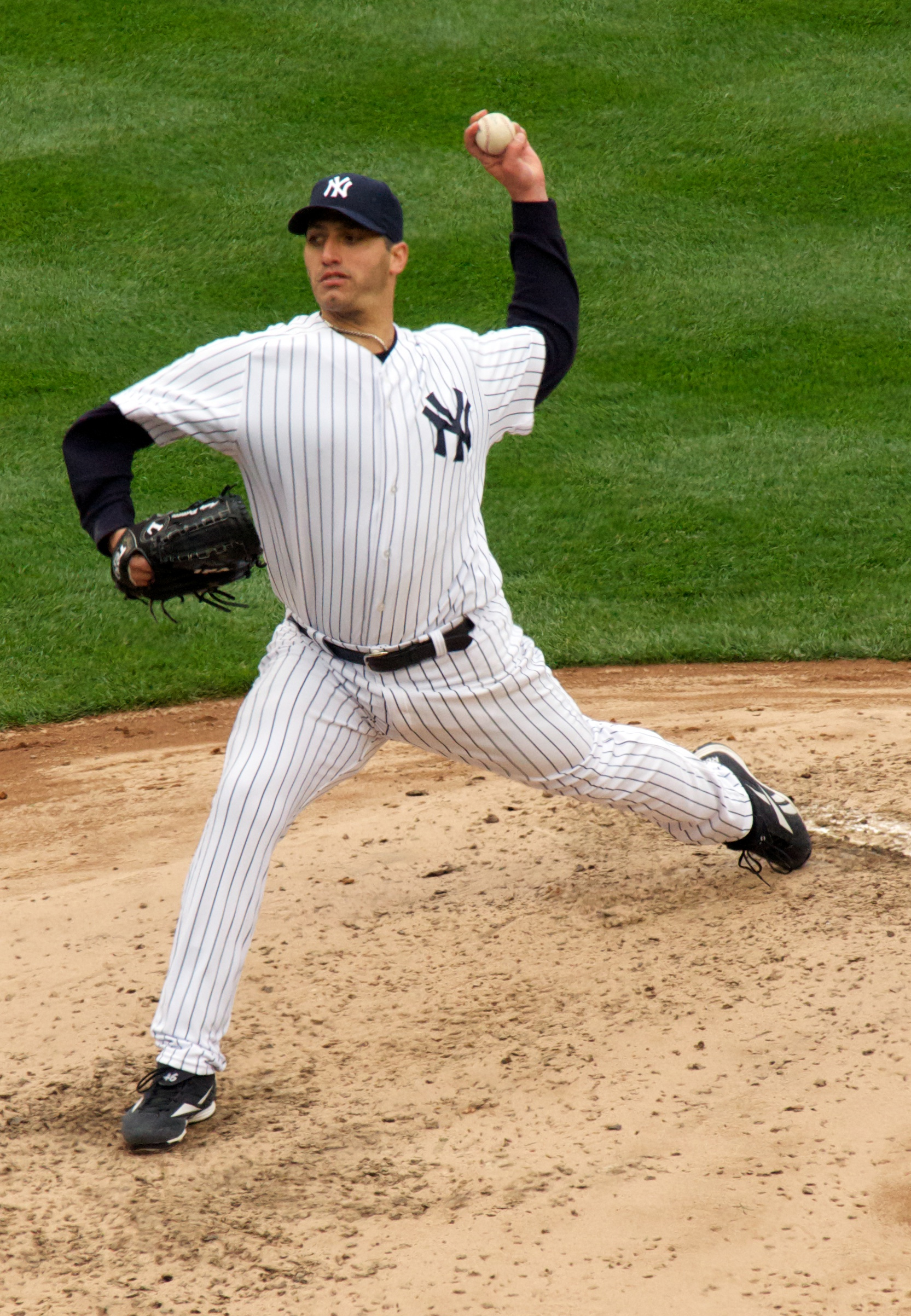
2010년의 페티트

2008년 9월 21일 페티트는 양키 스타디움에서 양키스를 위하여 마지막 출발 투수였다.  그는 2번째 이닝에서 자신의 2,000번째 경력 스트라이크아웃을 기록하여 오리올스의 포수 라몬 에르난데스를 스트라이크아웃 시켰다.  페티트는 204개와 함께 2009년 투구 이닝에서 양키스를 이끌었다.  14개의 시즌에 페티트는 한 시즌에 158개의 스트라이크아수를 평균하여 2008년 자신이 축적하면서 같는 수였다.
페티트는 2009년 1월 26일 장려금과 함께 1년, 5.5백만 달러의 계약으로 동의하였다.  활동 명부에 투구 이닝 같은 장려금에 기초를 둔 페티트는 결국적으로 2009년을 위하여 10.5백만 달러를 벌었다.  페티트는 조바 체임벌린에 의하여 이어지면서 CC 사바시아, A. J. 버넷과 왕첸밍에 밀려 양키스의 4번째 출발 선수로서 2009년 시즌을 시작하였다.
시리즈를 결말 짓고, 필라델피아 필리스를 상대로 월드 시리즈로 진출하는 데 10월 25일 아메리칸 리그 챔피언십 시리즈의 6번째 경기에서 양키스가 로스앤젤레스 에인절스 오브 애너하임을 꺾으면서 페티트는 우승 투수였다.  이 일은 그의 시리즈를 결말 짓는 우승의 경력 총계를 5개로 가져와 페티트가 이전에 로저 클레멘스, 캣피쉬 헌터와 데이브 스튜어트와 나눈 기록을 깼다.
페티트는 닉 스위셔를 득점한 센터로 자신이 1루타를 얻을 때 월드 시리즈의 3번째 경기가 열리는 동안 자신의 첫 포스트시즌 득점에 몰았다.  그는 그 경기를 위하여 우승 투수였다.  페티트는 휴식의 3일에 월드 시리즈의 6번째 경기를 투구하였다.  전문가들은 짧은 휴식에 37세의 선수에게 투구하는 데 결정의 비판적이었으나 필리스를 7 대 3으로 꺾은 월드 시리즈의 6번째 경기에서 다시 우승 투수였다.  그는 시리즈를 결말 지은 자신의 경력 총계 기록을 6개로 넓히고, 포스트시즌의 경력 우승을 위한 자신의 기록을 18개로 넓혔다.  그는 동년에 3개의 시리즈를 결말 지은 플레이오프 경기들을 시작하고 우승하는 데 메이저 리그 베이스볼 역사상 첫 투수가 되었다.  데릭 로도 또한 2004년 3개의 시리즈를 우승하였으나 그의 우승들 중에 하나는 구원에 왔다.  추가적으로 9월 27일 레드삭스를 상대로 페티트는 디비전을 결말 지은 경기에서 우승 투수로 지내왔다.
페티트는 2009년 시즌 후 자유 계약을 위하여 제출하였다.  그는 양키스와 재계약을 맺어 11.75 백만 달러의 가치에 1년 계약을 받았다.  2010년 시즌의 전반에 페티트는 2,70의 평균자책점과 함께 11 승 2 패로 가면서 그해 메이저 리그 베이스볼 올스타전에 출연을 이루었다.  페티트는 2005년 이래 자신의 최저의 3.28 평균자책점과 11 승 3 패의 기록과 함께 시즌을 끝냈다.

### 은퇴
몇달간 자신의 미래에 관한 사색 후, 페티트는 2011년 2월 4일 자신의 은퇴를 공고하였다.  그는 프로 야구로부터 멀리 한해를 보냈다.

### 복귀, 양키스와 3번째 병역 (2012 ~ 13)
페티트는 특별 강사로서 2012년 봄 훈련에서 양키스에 가입하는 데 동의하였다.  복귀한 페티트는 그해 3월 16일 2.5백만 달러의 가치에 양키스와 마이너 리그 계약을 맺었다.  페티트는 자신의 인내심과 투구 총계를 쌓으는 데 다른 제휴팀들을 위하여 경기들에서 마이너 리그의 투구에 시즌을 시작하였다.  페티트는 5월 13일에 돌아와 매리너스에게 6 대 2로 패배에서 6과 3분의 1 이닝에 4개의 득점을 허용하였다.  6월 27일 인디언스를 상대로 경기가 열리는 동안 페티트는 땅볼에 의하여 자신의 발목에 강하게 맞고 말았다.  그 짧은 후에 그 일은 페티트가 왼쪽 비골이 부러졌다고 공고되었으며, 그는 2달을 놓쳤다.  9월 19일 페티트는 블루제이스를 상대로 경기에 돌아와 5개의 무득점 이닝을 투구하였다.  그는 12개의 시작한 경기에서 5 승 6 패의 기록과 2.87의 평균자책점과 함께 시즌을 끝냈다.  그는 또한 2개의 포스트시즌 출연을 이루기도 하였다.
페티트는 2013년 시즌을 위하여 양키스와 재계약을 맺어 1년, 1천 2백만 달러의 계약으로 동의하였다.  5월 17일 페티는 왼쪽 사다리꼴 근육이 결리는 이유로 15일간 장애자 명단에 놓였다.  그는 6월 3일에 활동적이었다.  6월 8일 페티트는 매리너스를 상대로 자신의 250번째 경력 우승을 기록하여 많은 선수들이 우승하면서 이루는 데 메이저 리그 역사상 47번째 투수가 되었다.  7월 1일 미네소타 트윈스를 상대로 경기에서 페티트는 저스틴 모노를 스트라이크아웃 시켜 1,958개와 함께 양키스의 사상 스트라이크아웃 지도 선수로서 화이티 포드를 앞섰다.  9월 6일 그는 자신의 2,000번째 타자를 스트라이크아웃 시켰다.
9월 20일 페티트는 시즌의 말기에 자신이 은퇴할 것이라고 공고하였다.  동료 선수 마리아노 리베라는 시즌의 말기 전에 그것을 공고하는 데 그를 납득시켰다.  페티트는 9월 22일 양키 스타디움에서 자신의 마지막 정규 시즌 출발을 이루었다.  휴스턴에서 애스트로스를 상대로 9월 28일 페티트의 마지막 메이저 리그 출발 경기는 양키스 역사상 가장 많은 출발 경기 (438)를 위하여 포드와 동점을 매겼다.  페티트는 완료 경기를 투구하여 승리를 받았다.  애스트로스는 경기가 열리는 동안 그의 경력에 명예를 주었다.

## 경력 전망
페티트는 2번이나 한 시즌에 20개의 경기를 우승하여 1996년과 2003년 21 승 8 패의 기록을 게시하였다.  그는 7개의 아메리칸 리그 페넌트를 우승한 팀, 하나의 내셔널 리그 페넌트를 우승한 팀과 5개의 월드 시리즈 챔피언십 팀의 일부였다.  그는 또한 19개와 함께 포스트시즌 역사상 가장 많은 우승을 위한 기록을 보유하고 있다.  그는 1930년 이래 자신의 첫 9개의 시즌에 각각에서 최소한 12개의 경기를 우승하는 데 단 하나의 메이저 리그 베이스볼 투수이다.

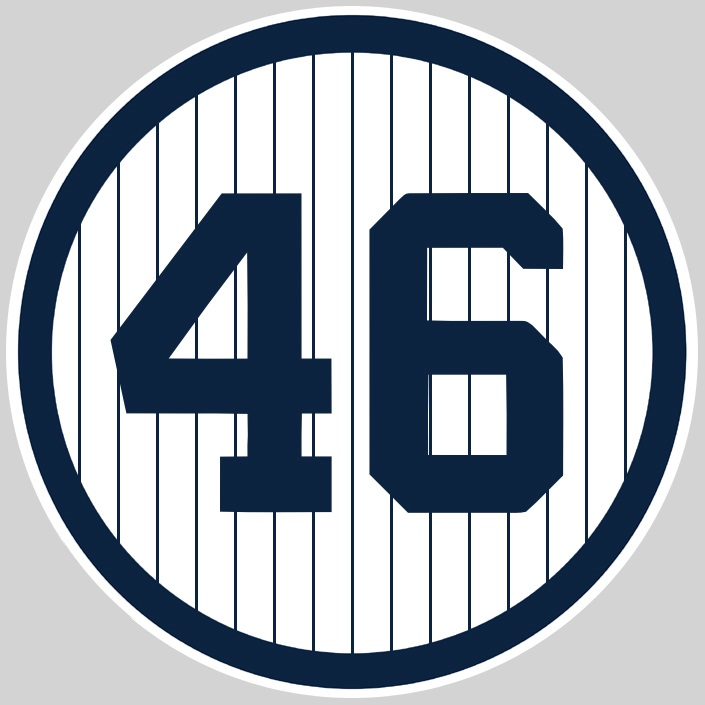
2015년 뉴욕 양키스에 의하여 영구 결번된 페티트의 등번호 46

자신의 경력을 위하여 페티트는 3.85의 평균자책점과 3,316개의 이닝에서 2,448개의 스트라이크아웃과 함께 256 승 153 패의 기록을 가졌다.  그는 또한 메이저 리그에서 전혀 패배의 시즌을 가지지 않았다.  양키스의 투수들과 더불어 페티트는 스트라이크아웃 (2,020)에서 1위를 하였고, 시작한 경기 (438)에서 1위의 동점을 매겼으며 우승 (219)에서 3위를 하였다.  페티트와 리베라는 역사상 가장 많은 81개의 우승-세이브 콤비네이션 기록을 위하여 합쳐졌다.  그들은 동료 선수 데릭 지터와 호르헤 포사다와 더불어 1996년과 2009년 사이에 양키스에 의하여 우승된 5개의 월드 시리즈를 위하여 그들이 동료 선수들로서 "Core Four"로 주목되어 왔다.  1995년부터 2010년까지 기간 동안 아무 메이저 리그의 투수가 페티트가 한 것보다 더 많은 정규 시즌 승리들을 축적하지 않았다.  2000년부터 2009년까지 그의 148개의 우승은 10년간의 세월에 가장 많았다.
페티트는 메이저 리그 베이스볼 역사상 가장 많은 포스트시즌과 함께 1995년 ~ 2003년, 2005년, 2007년과 2009년 ~ 10년의 포스트시즌에서 3.83의 평균자책점과 173개의 스트라이크아웃과 함께 19 승 10 패였다.  그는 또한 가장 많은 출발 경기 (42)와 투구 이닝 (263)을 위한 사상 포스트시즌 기록을 보유하기도 한다.  그는 3개의 결말 지은 경기(아메리칸 리그 디비전 시리즈, 아메리칸 리그 챔피언십 시리즈와 월드 시리즈)를 우승하는 데 역사상 2번째 출발 투수였다.  2004년 데릭 로가 똑같이 하였으나 우승들 중에 하나가 구원에 있었고 추가적으로 페티트는 양키스가 디비전을 결말 지은 정규 시즌 경기를 우승하였다.  페티트가 2009년 월드 시리즈의 3번째 경기를 시작할 때 그는 2번째로 가장 많은 월드 시리즈 출발과 함께 크리스티 매슈슨과 웨이트 호이트를 통과하였다.  화이티 포드는 22개의 출발 경기와 앞에 있다.  페티트는 8개의 월드 시리즈(양키스와 7개, 애스트로스와 1개)에서 활약하였고, 19개의 우승한 포스트시즌 시리즈의 말기에 놓였다.  페티트의 최종 포스트시즌 출연은 2012년 10월 13일 토요일에 있었으며, 그해 아메리칸 리그 챔피언십 시리즈의 첫 경기였다.  페티트는 12개의 이닝에서 양키스가 패한 경기에서 아무 결정을 받지 않았다.
2015년 2월 16일 양키스는 자신들이 페티트의 등번호 46을 8월 23일에 영구 결번 시킨다고 공고하였다.
메이저 리그 베이스볼 명예의 전당 비밀 투표가 2019년에 공고될 때 페티트와 전 동료 선수 마리아노 리베라가 20명의 처음 가는 선수들 중에 2명이었다.  페티트는 이 비밀 투표의 9.9%로부터 성원을 받아 다음해의 비밀 투표에 남아있는 데 충분하였다.

## 수상
- 3회의 아메리칸 리그 올스타 (1996, 2001, 2010)
- 2회의 미국 야구 작가 협회의 휴스턴 집회로부터 "올해의 그레이터 휴스턴 지역의 메이저 리그 선수" 상 (1996, 2003)
- 1회 아메리칸 리그 챔피언십 MVP 상 (2001)
- 1회 워런 스판 상 (2003)
- 1회 양키스 미드 시즌 사이 영 상 (2010)

## 개인 생활
페티트는 고등학교 시절에 자신의 부인 로라를 만났다.  부부는 4명의 자식을 두었다 - 조슈아 블레이크, 제러드, 렉시 그레이스와 루크.  페티트와 그의 부인은 독실한 기독교 신자들이다.  맏아들 조시는 2013년 메이저 리그 베이스볼 드래프트의 37번째 라운드에서 양키스에 의하여 선발되었으나 프로 계약을 맺기 보다는 베일러 대학교에 입학하였다.  그는 2014년 4월 베일러에서 전학을 간 후, 현재 라이스 대학교에서 야구 선수로 뛰고 있다.